# 台3線
台3線（たいさんせん）は、台北市から屏東県に至る台湾省道であり、「内山公路（ないさんこうろ）」と称される。今の台湾で三番目に長い省道である。台3線には台3甲、乙、丙の合計3支線がある。
台3線は奇数番号の他の省道と同様、南北に走る。台湾西部の各県・市の山間部や丘陵部の集落を結んでおり、特に客家の人々が暮らす集落（客家庄）を16か所通る。
清代には、桃園市大渓区から台中市東勢区までの区間は、大陸から来た中国人（漢）の住む地域と台湾原住民（番）の住む地域の境界である、いわゆる「漢番交界線」をなしており、互いが衝突することを防ぐため、通行には許可が必要であった。桃園市龍潭区から台中市豊原区までの間は、日本統治時代の1933年に軍用道路として作られた「中豊公路」（中壢～龍潭～豊原）の一部をなす。嘉義県中埔郷澐水から台南市楠西区密枝までの間は、戦後に中華民国政府が作った「澐密戦備道路」と呼ばれる軍用道路である。21世紀の台3線は、山間部の農業や観光のための道路として重視されている。
蔡英文が中華民国総統となってからは、2017年より「ロマンチック台三線」（浪漫臺三線）という政策が進められている。台3線沿線を文化・環境・産業の調和のとれた地域にして農業や観光業を盛んにすることを目的としており、自然歩道やバス路線の整備、客家集落の景観の保全、客家文化の振興、アートイベントの開催、茶畑の整備、台3線の自然や文化や食をテーマとする観光ルートの策定や広報、飲食業や観光業の雇用創出や起業奨励などの諸政策が行われている。

## 概要
- 総延長：436.286Km
- 起点：台北市忠孝西路
- 終点：屏東県屏東市（建國路及び和生路の交差地点）
- 経由地：

## 歴史
| 年 | 月日 | 事跡 |
| -- | ---- | ---- |

## 通過する自治体
- 台北市
  - 中正区 - 万華区
- 新北市
  - 板橋区 - 土城区 - 三峽区
- 桃園市
  - 大渓区 - 龍潭区 - 平鎮区 - 龍潭区
- 新竹県
  - 関西鎮 - 横山郷 - 竹東鎮 - 北埔郷 - 峨眉郷
- 苗栗県
  - 頭份市 - 三湾郷 - 南庄郷 - 三湾郷 - 獅潭郷 - 大湖郷 - 卓蘭鎮
- 台中市
  - 東勢区 - 石岡区 - 豊原区 - 潭子区 - 北屯区 - 北区 - 東区 - 南区 - 大里区 - 霧峰区
- 南投県
  - 草屯鎮 - 南投市 - 名間郷 - 竹山鎮
- 雲林県
  - 林内郷 - 斗六市 - 古坑郷
- 嘉義県
  - 梅山郷 - 竹崎郷 - 番路郷 - 中埔郷 - 大埔郷 - 番路郷 - 大埔郷
- 台南市
  - 楠西区 - 玉井区 - 南化区
- 高雄市
  - 内門区 - 旗山区
- 屏東県
  - 里港郷 - 九如郷 - 屏東市

## 支線

### 甲線
南投県草屯鎮から中興新村を経て同県南投市で台3本線と合流する道路。終点は南投市南崗一路の交差点。全長11.713Km。

### 乙線
桃園市大渓区から石門ダムを経て同市龍潭区で台3本線に合流する道路。全長12.095Km。

### 丙線
南投県集集鎮から集集攔河堰を経て同県竹山鎮で台3本線に合流する道路。全長7.124Km。

## 接続する道路
- 高速道路
  - 台3線:
    - 土城IC
    - 大渓IC
    - 龍潭IC
    - 豐原端
    - 霧峰IC
    - 舊正IC
    - 中興IC
    - 名間IC
    - 竹山IC
    - 南雲IC
    - 斗六IC
    - 旗山端
    - 里港IC
    - 九如IC

  - 台3甲線:
    - 南投IC

- 快速公路
  - 台3線:
    - 板橋IC
    - 土城二IC
    - 竹東端
    - 獅潭端
    - 潭子IC
    - 霧峰IC
    - 古坑IC
    - 玉井端